# مدرسة بوسطن الدولية
مدرسة بوسطن الدولية هي مدرسة دولية خاصة تقع في بوسطن، الولايات المتحدة.

## الروابط الخارجية
- International School of Boston
- French-American International School of Boston